# MTV Europe Music Awards/Best Album
Der MTV Europe Music Award for Best Album wurde das erste Mal beim MTV Europe Music Awards 1998 vergeben. Eminem gewann den Award für seine beiden Alben The Marshall Mathers LP (2000) und The Eminem Show (2002). Der Award wurde letztmals 2008 vergeben. Nelly Furtado war mit ihrem Album Loose sowohl 2006 als auch 2007 nominiert. Im zweiten Jahr gewann sie den Award.

## Gewinner und Nominierte

### 1990er
| Jahr                  | Künstler                        | Song  | EN |
| --------------------- | ------------------------------- | ----- | -- |
| 1998                  |                                 |       |    |
| Madonna               | Ray of Light                    | [ 1 ] |    |
| All Saints            | All Saints                      | [ 1 ] |    |
| Beastie Boys          | Hello Nasty                     | [ 1 ] |    |
| Massive Attack        | Mezzanine                       | [ 1 ] |    |
| Robbie Williams       | Life Thru a Lens                | [ 1 ] |    |
| 1999                  |                                 | [ 1 ] |    |
| Boyzone               | By Request                      | [ 2 ] |    |
| Backstreet Boys       | Millenium                       | [ 2 ] |    |
| Lauryn Hill           | The Miseducation of Lauryn Hill | [ 2 ] |    |
| The Offspring         | Americana                       | [ 2 ] |    |
| Red Hot Chili Peppers | Californication                 | [ 2 ] |    |

### 2000er
| Jahr                  | Künstler                                          | Song   | EN |
| --------------------- | ------------------------------------------------- | ------ | -- |
| 2000                  |                                                   |        |    |
| Eminem                | The Marshall Mathers LP                           | [ 3 ]  |    |
| Bon Jovi              | Crush                                             | [ 3 ]  |    |
| Macy Gray             | On How Life Is                                    | [ 3 ]  |    |
| Moby                  | Play                                              | [ 3 ]  |    |
| Travis                | The Man Who                                       | [ 3 ]  |    |
| 2001                  |                                                   | [ 3 ]  |    |
| Limp Bizkit           | Chocolate Starfish and the Hot Dog Flavored Water | [ 4 ]  |    |
| Dido                  | No Angel                                          | [ 4 ]  |    |
| Madonna               | Music                                             | [ 4 ]  |    |
| Travis                | The Invisible Band                                | [ 4 ]  |    |
| U2                    | All That You Can't Leave Behind                   | [ 4 ]  |    |
| 2002                  |                                                   | [ 4 ]  |    |
| Eminem                | The Eminem Show                                   | [ 5 ]  |    |
| Coldplay              | A Rush of Blood to the Head                       | [ 5 ]  |    |
| Kylie Minogue         | Fever                                             | [ 5 ]  |    |
| No Doubt              | Rock Steady                                       | [ 5 ]  |    |
| Pink                  | Missundaztood                                     | [ 5 ]  |    |
| 2003                  |                                                   | [ 5 ]  |    |
| Justin Timberlake     | Justified                                         | [ 6 ]  |    |
| 50 Cent               | Get Rich or Die Tryin’                            | [ 6 ]  |    |
| Christina Aguilera    | Stripped                                          | [ 6 ]  |    |
| The White Stripes     | Elephant                                          | [ 6 ]  |    |
| Robbie Williams       | Escapology                                        | [ 6 ]  |    |
| 2004                  |                                                   | [ 6 ]  |    |
| Usher                 | Confessions                                       | [ 7 ]  |    |
| Beyoncé               | Dangerously in Love                               | [ 7 ]  |    |
| The Black Eyed Peas   | Elephunk                                          | [ 7 ]  |    |
| Dido                  | Life for Rent                                     | [ 7 ]  |    |
| Outkast               | Speakerboxxx/The Love Below                       | [ 7 ]  |    |
| 2005                  |                                                   | [ 7 ]  |    |
| Green Day             | American Idiot                                    | [ 8 ]  |    |
| 50 Cent               | The Massacre                                      | [ 8 ]  |    |
| Coldplay              | X&Y                                               | [ 8 ]  |    |
| Gwen Stefani          | Love.Angel.Music.Baby                             | [ 8 ]  |    |
| U2                    | How to Dismantle an Atomic Bomb                   | [ 8 ]  |    |
| 2006                  |                                                   | [ 8 ]  |    |
| Red Hot Chili Peppers | Stadium Arcadium                                  | [ 9 ]  |    |
| Christina Aguilera    | Back to Basics                                    | [ 9 ]  |    |
| Nelly Furtado         | Loose                                             | [ 9 ]  |    |
| Madonna               | Confessions on a Dance Floor                      | [ 9 ]  |    |
| Muse                  | Black Holes & Revelations                         | [ 9 ]  |    |
| 2007                  |                                                   | [ 9 ]  |    |
| Nelly Furtado         | Loose                                             | [ 10 ] |    |
| Akon                  | Konvicted                                         | [ 10 ] |    |
| Avril Lavigne         | The Best Damn Thing                               | [ 10 ] |    |
| Linkin Park           | Minutes to Midnight                               | [ 10 ] |    |
| Amy Winehouse         | Back to Black                                     | [ 10 ] |    |
| 2008                  |                                                   | [ 10 ] |    |
| Britney Spears        | Blackout                                          | [ 11 ] |    |
| Coldplay              | Viva la Vida or Death and All His Friends         | [ 11 ] |    |
| Duffy                 | Rockferry                                         | [ 11 ] |    |
| Alicia Keys           | As I Am                                           | [ 11 ] |    |
| Leona Lewis           | Spirit                                            | [ 11 ] |    |